# Малар, Августин
Августин Малар (словац. Augustín Malár; 18 июля 1894, Рейтерн, Австро-Венгрия — 28 февраля 1945, концлагерь Заксенхаузен, Германия) — словацкий генерал, командующий Восточнословацкой армией во время Второй мировой войны.

## Биография
Августин Малар окончил гимназию в Скалице, потом — высшее военное училище в Праге. Участвовал в Первой Мировой войне, в 1916 попал в итальянский плен. 
Сделал быструю военную карьеру: в 1931 году стал майором, а уже в 1936 году получил звание подполковника. Такая скорость объясняется тем, что тогда в чехословацкой армии было 1004 подполковника, но из них всего два являлись словаками — Августин Малар и Фердинанд Чатлош. 3 года спустя Августин Малар стал полковником, а в 1942 году был повышен в звании до генерала.
В 1937—1938 находился на стажировке в румынской армии. После провозглашения независимости Словакии он поступил в словацкие вооруженные силы. В 1938—1939 — член чешско-словацкой демилитаризационной комиссии.
Когда 1 сентября 1939 года Германия напала на Польшу, то в составе 14-й немецкой армии под командованием Вильгельма Листа наступала словацкая полевая армия «Бернолак» в составе трёх дивизий. 3-й дивизией «Разус» командовал именно А. Малар, вместе с немецкими альпийскими стрелками его войска заняли Кросно и Санок. За участие в польской кампании он получил Железный крест сначала 2-го, а потом и 1-го класса.
После нападения Германии на СССР был направлен на восточный фронт во главе танкового батальона. С 1942 командовал Быстрой дивизией, пользовался большой популярностью в армии как храбрый и распорядительный командир. 23 января 1942 Августин Малар был награждён Рыцарским крестом Железного креста.
Когда в 1944 году фронт подошёл к границам Словакии, немцы сформировали Восточнословацкую армию в составе двух словацких пехотных дивизий, и сделали Августина Малара её командующим. Однако Малар присоединился к Словацкому национальному восстанию, за что был после его разгрома арестован гитлеровцами, вывезен в Германию и казнён в концлагере Заксенхаузен.